# أدريانا بارنا
أدريانا بارنا (بالألمانية: Adriana Barna) مواليد 21 مايو 1978 في كلوج نابوكا، هي لاعبة كرة مضرب ألمانية سابقة بدأت مسيرتها كمحترفة سنة 1992 وكانت تلعب باليد اليمنى، اعتزلت اللعب في 2007. أعلى تصنيف لها في الفردي كان 180. أعلى تصنيف لها في الزوجي كان 121.

## روابط خارجية
- أدريانا بارنا على موقع رابطة محترفات التنس (الإنجليزية)
- أدريانا بارنا على موقع الاتحاد الدولي لكرة المضرب (الإنجليزية)
- أدريانا بارنا على موقع خلاصة التنس.كوم (الإنجليزية)